# زبان‌های ایرانی (کتاب)
زبان‌های ایرانی کتابی از یوسف میخائیلوویچ ارانسکی است که در آن نویسنده به تاریخ زبان‌های ایرانی می‌پردازد.

## ترجمهٔ فارسی
این کتاب در سال ۱۳۷۸ با ترجمهٔ علی‌اشرف صادقی از روی ترجمه فرانسوی و مقابله با اصل روسی، توسط نشر سخن منتشر و برگزیدهٔ هجدهمین دوره کتاب سال ایران شد.